# Хризостом (Савватос)
Митрополит Хризостом (грец. Μητροπολίτης Χρυσόστομος, у миру Георгіос Савватос грец. Γεώργιος Σαββάτος; 8 вересня 1961, Перістері) — єпископ Елладської православної церкви, митрополит Мессійський (з 2007), доктор богослов'я (1995).
Є автором та співавтором низки книг.
У 1987 році закінчив богословський інститут Афінського університету, після чого стажувався у Вищій богословській школі (Ανωτέρα Εκκλησιαστική Σχολή Αθηνών) в Афінах. Закінчив аспірантуру в Римі та докторантуру у Страсбурзі, маючи стипендію від римо-католицької церкви  .
У 1988 році був висвячений у сан диякона, а в 1990 році - у сан пресвітера . Служив як проповідник у Перистерійській митрополії (1988-1995) та Афінській архієпископії (1995-2007).
18 березня 2007 року відбулася його архієрейська хіротонія.